# Diecéze Anagni-Alatri
Diecéze Anagni-Alatri (latinsky Dioecesis Anagnina-Alatrina) je římskokatolická diecéze v Itálii, která je součástí církevní oblasti Lazio a je bezprostředně podřízena Sv. Stolci. Katedrálou je kostel Zvěstování P. Marie v Anagni, konkatedrála v Alatri je zasvěcena sv. Pavlu.

## Stručná historie
V Alatri je křesťanství přítomné zřejmě již od apoštoslkých dob, biskup je doložen v 6. století. POdobně tomu bylo i v Anagni, kde je biskup je doložen již v 5. století. Anagni se v reném středověku stalo majetkem papežského státu a papežové zde často pobývali, někteří z nich zde i zemřeli nebo byli zvoleni. 
Obě diecéze byly spojeny in persona episcopi již od roku 1972, roku 1986 byly sjednoceny do jedné diecéze. Od roku 2022 je diecéze Angani-Alatri spojena in persona epsicopi s diecézí Frosinone-Veroli-Ferentino.